# Hesperiano
O Hesperiano é um sistema geológico e período inicial do planeta Marte caracterizado por atividade vulcânica generalizada e inundações catastróficas que esculpiram canais de fluxo imensos através da superfície. O Hesperiano é um período intermediário e transitório da história marciana.